# Аербе
Аербе је мали град на истоку Шпаније, у аутономној заједници Арагон, провинција Уеска.

## Становништво
Према подацима из 2006. године, овај град има 1112 становника.